# Франшини, Стефано
Сте́фано Франши́ни (итал. Stefano Franscini; 23 октября 1796 года, Бодио, кантон Тичино, Швейцария — 19 июля 1857 года, Берн, Швейцария) — швейцарский политик и статистик, член первого состава Федерального совета и первый министр внутренних дел.

## Биография
Франшини родился в бедной крестьянской семье из Бодио. С 1808 года посещал семинарию в Полледжио, затем в 1815 отправился в архиепископальную семинарию в Милане. В 1819 году бросил религиозную школу и стал изучать историю, права, экономику, статистику и образование, зарабатывая на жизнь преподавая в различных школах в Милане.
В 1823 году он женился на Терезе Массари и через год вернулся назад в Тичино. Продолжая преподавать, Франшини писал книги и публиковал статьи в Газетта Тичинезе. В 1826 году он со своей женой основал в Лугано школу для девочек на основе популярного, но спорного метода взаимного обучения Белла-Ланкастера. Кроме того, он начал публиковать работы по статистике. В 1827 году Франшини опубликовал первый в Швейцарии статистический анализ Statistica Della Svizzera (Статистика Швейцарии), который был переведён на немецкий язык, и способствовал его репутации на политической сцене.
В 1830 году Франшини был избран в Большой совет (кантональный парламент Тичино), а также в порядке ежемесячной ротации несколько раз возглавлял его. С 1830 по 1837 год занимал пост государственного секретаря. Жена Тереза Массари умерла в 1831 году, пять лет спустя он женился на её сестре Луидже. Как журналист он продолжал писать для Osservatore del Ceresio и Repubblicano della Svizzera. С 1837 по 1845 год и с 1847 по 1848 год был членом Кантонального совета (правительства Тичино). В 1845—1847 годах вновь был государственным секретарём. В 1841, 1843, 1845 и 1846 годах он представлял Тичино в Федеральном парламенте.
После победы либеральных кантонов в войне с Зондербундом и вступления в силу новой федеральной конституции, Франшини был избран в Национальный совет. 16 ноября 1848 года Федеральное собрание избрало его в Федеральный совет. В ходе третьего голосования он получил 68 голосов из 132 голосов, меньше всех вновь избранных членов Федерального совета. Из-за плохого знания немецкого языка и его глухоты Франшини расценивался в правительстве как аутсайдер и был назначен министром внутренних дел, пост, имевший в то время незначительную роль, поскольку большинство внутренних дел находилось в компетенции кантонов.
В 1850 году Франшини почти в одиночку организовал первую национальную перепись. В 1854 году из-за соперничества между фракциями либералов, он лишился кресла в парламенте кантона Тичино, которое ему позволяло продолжать занимать свои посты в Федеральном совете. Он был вынужден принять участие в выборах, состоявшихся в кантоне Шаффхаузен, где ему удалось получить желаемый процент голосов.
Под эгидой Франшини в 1855 году была основана Швейцарская высшая техническая школа в Цюрихе. С 1856 года он был членом Института Франции. Предвидя своё поражение на предстоящих выборах, он объявил о своей отставке в конце 1857 года. Не дожив до неё он неожиданно умер в возрасте 60 лет. Многочисленные статистические работы Франшини послужили основой для создания Федерального управления статистики в 1860 году.

## Работы
- Statistica della Svizzera, Lugano 1827; 2. Aufl. 1848-49, Supplement 1851
- Della pubblica istruzione nel Cantone Ticino, Lugano 1828
- Della riforma della Constituzione Ticinese, Zürich 1829
- Der Kanton Tessin, historisch-geographisch-statistisch geschildert, St. Gallen 1835
- Statistica della Svizzera italiana, Lugano 1837–1839
- Übersichten der Bevölkerung der Schweiz, Bern 1851
- Semplici verità ai Ticinesi sulle finanze e su altri oggetti di ben pubblico, Lugano 1854
- Storia della Svizzera italiana dal 1797 al 1802, zusammengestellt von Pietro Peri, Lugano 1864
- Annali del cantone Ticino, hrsg. von G. Martinola, Bellinzona 1953